# Darsah
Darsah est une île inhabitée de l'archipel yéménite de Socotra située  en mer d'Arabie au débouché du golfe d'Aden. 
L'île est située au sud de l'île de Socotra. Sa superficie est de 10 km², elle est ainsi la plus grande île inhabitée de l'archipel. Elle est rattachée au Gouvernorat de Socotra (Yémen).
Elle est située à 17 km de l'île voisine Samhah.